# Al-Farghaní
Abul-l-Abbàs Àhmad ibn Muhàmmad ibn Kathir al-Farghaní (Fergana, Sogdiana, actual Uzbekistan, 805 - 880), conegut com a al-Farghaní i de manera llatinitzada com a Alfraganus o Alfergani, va ser un dels astrònoms perses més cèlebres del segle ix.
Va mesurar el diàmetre de la Terra i l'any 833 va escriure Elements d'Astronomia que tractava del moviment dels objectes celestes, inspirat en l'Almagest de Ptolemeu que va ser el llibre d'astronomia més conegut fins al segle XV tant a Occident com a Orient. Aquest llibre va ser traduït al llatí al segle xii i va tenir gran influència en l'astronomia europea abans que aparegués l'astrònom Regiomontanus.
Va intervenir en la revisió de les taules astronòmiques de Ptolemeu i va escriure una altra introducció a l'astronomia i dues obres més sobre els rellotges solars i Sobre l'astrolabi on s'explica el funcionament de l'astrolabi.
Va construir el Nilòmetre de Rawda al Caire.
El cràter lunar Alfraganus va ser anomenat així en homenatge a aquest gran astrònom.